# 圣普里瓦拉蒙塔涅
圣普里瓦拉蒙塔涅（法語：Saint-Privat-la-Montagne，法語發音：[sɛ̃ pʁiva la mɔ̃taɲ]）是法国摩泽尔省的一个市镇，属于梅斯区。

## 地理
圣普里瓦拉蒙塔涅（49°11'20"N, 6°2'11"E）面积5.84 平方千米，位于法国大東部大區摩泽尔省，该省份为法国东北部内陆省份，是洛林的一部分，西南接默尔特-摩泽尔省，东临下莱茵省，北与卢森堡和德国接壤。
与圣普里瓦拉蒙塔涅接壤的市镇（或旧市镇、城区）包括：阿芒维莱、费沃、诺鲁瓦勒沃讷尔、龙库尔、圣玛丽欧谢讷。

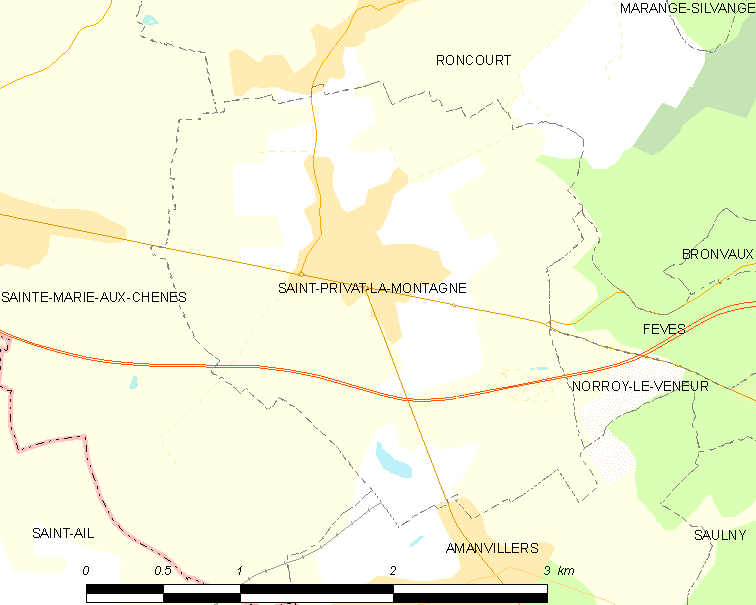
圣普里瓦拉蒙塔涅的OSM定位图

圣普里瓦拉蒙塔涅的时区为UTC+01:00、UTC+02:00（夏令时）。

## 行政
圣普里瓦拉蒙塔涅的邮政编码为57855，INSEE市镇编码为57622。

## 政治
圣普里瓦拉蒙塔涅所属的省级选区为龙巴县。

## 人口

1962-2008年间圣普里瓦拉蒙塔涅人口变化图示

圣普里瓦拉蒙塔涅于2022年1月1日时的人口数量为1873人。